# Ali Muhammad Mujawar
Ali Muhammad Mujawar (in arabo علي محمد مجور‎?; 26 aprile 1953) è un politico yemenita.
È stato il Primo ministro dello Yemen dall'aprile 2007 al dicembre 2011.
Nel giugno 2011, nel mezzo della rivolta yemenita, è rimasto gravemente ferito dopo un attentato. Da allora è ricoverato in Arabia Saudita.